# ولاية لاغوس
ولاية لاغوس هي إحدى الولايات الست وثلاثين المكونة لنيجيريا. الإنجليزية هي اللغة الرسمية.

## أعلام
- دوسي محمد
- بولا تينوبو
- سيسيليا فرنسيس